# 圣欧班 (奥布省)
圣欧班（法語：Saint-Aubin，法語發音：[sɛ̃.t‿obɛ̃] ⓘ）是法国奥布省的一个市镇，位于该省西部，属于塞纳河畔诺让区。

## 地理
圣欧班（48°28'34"N, 3°33'31"E）面积17.76 平方千米，位于法国大東部大區奥布省，该省份为法国中北部省份，北起马恩省，西接塞纳-马恩省，西南至约讷省，东南至科多尔省，东临上马恩省。
与圣欧班接壤的市镇（或旧市镇、城区）包括：阿旺莱马西伊、费勒-坎塞、方丹马孔、塞纳河畔马尔奈、塞纳河畔诺让、塞纳河桥村。

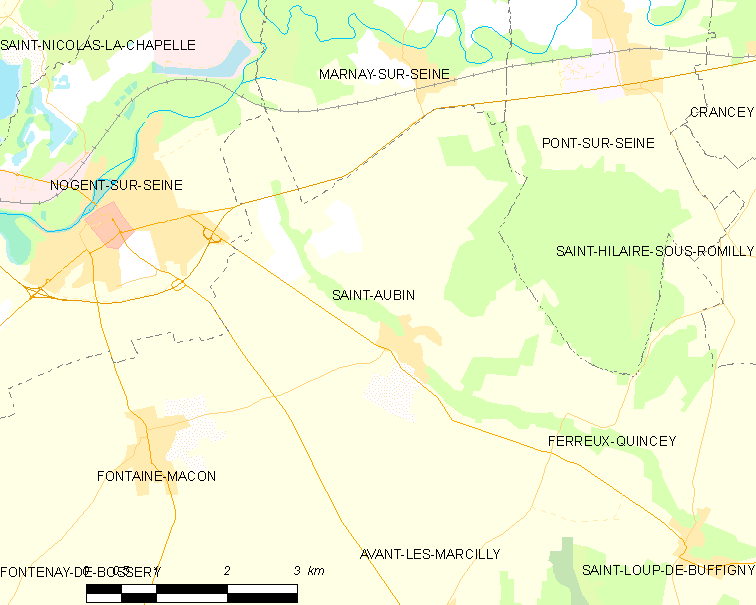
的OSM定位图

圣欧班的时区为UTC+01:00、UTC+02:00（夏令时）。

## 行政
圣欧班的邮政编码为10400，INSEE市镇编码为10334。

## 政治
圣欧班所属的省级选区为塞纳河畔诺让县。

## 人口

1962-2008年间人口变化图示

圣欧班于2022年1月1日时的人口数量为591人。